# Bilheteira dos cinemas em Portugal em 2010
Listas com o valor das receitas em euros (€) e o número de espectadores dos principais filmes lançados nos cinemas em Portugal, no ano de 2010.
2010 foi o melhor ano desde 2004 nas bilheteiras nacionais, tendo registado um total de 16 552 529 de espectadores (um aumento de 5,4% em relação ao ano anterior) e uma receita bruta de 82 205 591,32 €. Quanto à produção nacional, rendeu 1,3 milhões de euros de receita bruta de bilheteira e registou 316 020 espectadores.
A produção nacional estreou 23 filmes, sendo o mais visto a comédia romântica A Bela e o Paparazzo, de António-Pedro Vasconcelos, com 98 889 espectadores e uma receita bruta de bilheteira de 435 400,19 € — de destacar que este foi o filme que não tenha tido origem nos Estados Unidos mais visto em Portugal.

## Filme com maior receita bruta em cada semana
| #  | Semana                         | Filme                                                     | Receita bruta  | Espectadores |
| -- | ------------------------------ | --------------------------------------------------------- | -------------- | ------------ |
| 1  | 31 de dezembro — 6 de janeiro  | Avatar                                                    | 800 496,85 €   | 137 685      |
| 2  | 7 — 13 de janeiro              | Avatar                                                    | 672 890,81 €   | 114 856      |
| 3  | 14 — 20 de janeiro             | Avatar                                                    | 627 569,69 €   | 106 934      |
| 4  | 21 — 27 de janeiro             | Avatar                                                    | 550 874,83 €   | 94 802       |
| 5  | 28 de janeiro — 3 de fevereiro | Avatar                                                    | 446 488,61 €   | 76 266       |
| 6  | 4 — 10 de fevereiro            | Avatar                                                    | 382 316,46 €   | 65 133       |
| 7  | 11 — 17 de fevereiro           | Avatar                                                    | 464 884,93 €   | 81 242       |
| 8  | 18 — 24 de fevereiro           | O Lobisomem                                               | 341 426,48 €   | 75 080       |
| 9  | 25 de fevereiro — 3 de março   | Shutter Island                                            | 342 156,24 €   | 78 858       |
| 10 | 4 — 10 de março                | Alice no País das Maravilhas                              | 1 027 188,90 € | 162 364      |
| 11 | 11 — 17 de março               | Alice no País das Maravilhas                              | 601 103,96 €   | 95 093       |
| 12 | 18 — 24 de março               | Alice no País das Maravilhas                              | 430 955,18 €   | 68 963       |
| 13 | 25 — 31 de março               | Como Treinares o Teu Dragão                               | 512 315,28 €   | 90 769       |
| 14 | 1 — 7 de abril                 | Como Treinares o Teu Dragão                               | 634 844,60 €   | 100 820      |
| 15 | 8 — 14 de abril                | Como Treinares o Teu Dragão                               | 288 402,02 €   | 45 798       |
| 16 | 15 — 21 de abril               | Confronto de Titãs                                        | 496 875,10 €   | 79 428       |
| 17 | 22 — 28 de abril               | Confronto de Titãs                                        | 226 257,42 €   | 36 337       |
| 18 | 29 — 5 de maio                 | Homem de Ferro 2                                          | 375 306,89 €   | 81 232       |
| 19 | 6 — 12 de maio                 | Homem de Ferro 2                                          | 221 634,88 €   | 48 030       |
| 20 | 13 — 19 de maio                | Robin Hood                                                | 538 287,42 €   | 115 404      |
| 21 | 20 — 26 de maio                | Robin Hood                                                | 241 737,54 €   | 52 311       |
| 22 | 27 de maio — 2 de junho        | Príncipe da Pérsia: As Areias do Tempo                    | 466 509,66 €   | 101 353      |
| 23 | 3 — 9 de junho                 | Sexo e a Cidade 2                                         | 461 450,56 €   | 98 438       |
| 24 | 10 — 16 de junho               | Sexo e a Cidade 2                                         | 274 723,19 €   | 59 339       |
| 25 | 17 — 23 de junho               | Ela É Demais para Mim                                     | 140 117,44 €   | 31 758       |
| 26 | 24 — 30 de junho               | A Saga Twilight - Eclipse                                 | 211 052,74 €   | 45 078       |
| 27 | 1 — 7 de julho                 | A Saga Twilight - Eclipse                                 | 1 067 958,61 € | 224 572      |
| 28 | 8 — 14 de julho                | Shrek para Sempre                                         | 1 592 255,97 € | 246 871      |
| 29 | 15 — 21 de julho               | Shrek para Sempre                                         | 1 114 946,88 € | 175 394      |
| 30 | 22 — 28 de julho               | Shrek para Sempre                                         | 697 625,33 €   | 109 374      |
| 31 | 29 de julho — 4 de agosto      | Toy Story 3                                               | 806 097,05 €   | 127 729      |
| 32 | 5 — 11 de agosto               | Toy Story 3                                               | 513 549,33 €   | 80 371       |
| 33 | 12 — 18 de agosto              | O Último Airbender                                        | 603 117,49 €   | 96 702       |
| 34 | 19 — 25 de agosto              | Salt                                                      | 502 955,59 €   | 107 779      |
| 35 | 26 de agosto — 1 de setembro   | O Aprendiz de Feiticeiro                                  | 371 211,55 €   | 81 635       |
| 36 | 2 — 8 de setembro              | Karate Kid                                                | 378 677,63 €   | 80 812       |
| 37 | 9 — 15 de setembro             | Jantar de Idiotas                                         | 182 403,54 €   | 40 475       |
| 38 | 16 — 22 de setembro            | Resident Evil - Ressurreição                              | 376 575,57 €   | 58 204       |
| 39 | 23 — 29 de setembro            | Resident Evil - Ressurreição                              | 210 947,45 €   | 34 177       |
| 40 | 30 de setembro — 6 de outubro  | Comer Orar Amar                                           | 492 787,61 €   | 104 613      |
| 41 | 7 — 13 de outubro              | Comer Orar Amar                                           | 294 128,18 €   | 63 050       |
| 42 | 14 — 20 de outubro             | A Cidade                                                  | 228 240,18 €   | 50 792       |
| 43 | 21 — 27 de outubro             | Gru - O Maldisposto                                       | 451 404,15 €   | 73 280       |
| 44 | 28 de outubro — 3 de novembro  | Gru - O Maldisposto                                       | 540 778,09 €   | 89 759       |
| 45 | 4 — 10 de novembro             | A Rede Social                                             | 292 727,59 €   | 63 796       |
| 46 | 11 — 17 de novembro            | A Rede Social                                             | 194 344,21 €   | 42 566       |
| 47 | 18 — 24 de novembro            | Harry Potter e os Talismãs da Morte – Parte 1             | 939 721,29 €   | 200 065      |
| 48 | 25 de novembro — 1 de dezembro | Harry Potter e os Talismãs da Morte – Parte 1             | 450 274,80 €   | 96 163       |
| 49 | 2 — 8 de dezembro              | A Tempo e Horas                                           | 335 793,36 €   | 73 803       |
| 50 | 9 — 15 de dezembro             | As Crónicas de Nárnia: A Viagem do Caminheiro da Alvorada | 219 348,45 €   | 35 660       |
| 51 | 16 — 22 de dezembro            | Entrelaçados                                              | 610 968,69 €   | 96 449       |
| 52 | 23 — 29 de dezembro            | Entrelaçados                                              | 690 597,24 €   | 109 097      |

## Os 20 filmes mais vistos
| #  | Estreia                | Filme                                        | Receita bruta  | Espectadores |
| -- | ---------------------- | -------------------------------------------- | -------------- | ------------ |
| 1  | 17 de dezembro de 2009 | Avatar                                       | 4 512 282,89 € | 781 875      |
| 2  | 8 de julho de 2010     | Shrek para Sempre                            | 4 601 624,08 € | 742 914      |
| 3  | 30 de junho de 2010    | A Saga Twilight - Eclipse                    | 2 447 113,73 € | 522 890      |
| 4  | 4 de março de 2010     | Alice no País das Maravilhas                 | 2 848 996,83 € | 456 291      |
| 5  | 29 de julho de 2010    | Toy Story 3                                  | 2 573 767,94 € | 410 286      |
| 6  | 18 de novembro de 2010 | Harry Potter e os Talismãs da Morte: Parte 1 | 1 918 452,26 € | 409 910      |
| 7  | 22 de julho de 2010    | A Origem                                     | 1 890 773,41 € | 407 523      |
| 8  | 27 de maio de 2010     | Príncipe da Pérsia: As Areias do Tempo       | 1 575 975,74 € | 342 836      |
| 9  | 25 de março de 2010    | Como Treinares o Teu Dragão                  | 2 050 978,72 € | 341 034      |
| 10 | 30 de julho de 2010    | Comer Orar Amar                              | 1 448 377,34 € | 314 017      |
| 11 | 13 de maio de 2010     | Robin Hood                                   | 1 407 022,64 € | 303 661      |
| 12 | 21 de outubro de 2010  | Gru - O Maldisposto                          | 1 726 723,65 € | 285 612      |
| 13 | 4 de fevereiro de 2010 | A Princesa e o Sapo                          | 1 219 449,13 € | 281 381      |
| 14 | 12 de agosto de 2010   | Os Mercenários                               | 1 246 479,11 € | 267 565      |
| 15 | 19 de agosto de 2010   | Salt                                         | 1 160 485,28 € | 252 278      |
| 16 | 24 de dezembro de 2009 | Sherlock Holmes                              | 1 133 926,36 € | 245 245      |
| 17 | 4 de março de 2010     | Amar... É Complicado!                        | 1 090 111,99 € | 239 156      |
| 18 | 16 de dezembro de 2010 | Entrelaçados                                 | 1 489 092,51 € | 236 212      |
| 19 | 3 de junho de 2010     | Sexo e a Cidade 2                            | 1 082 357,51 € | 233 634      |
| 20 | 12 de agosto de 2010   | O Último Airbender                           | 1 247 440,23 € | 202 886      |

## Os 10 filmes nacionais mais vistos
| #  | Estreia                | Filme                            | Receita bruta | Espectadores |
| -- | ---------------------- | -------------------------------- | ------------- | ------------ |
| 1  | 28 de janeiro de 2010  | A Bela e o Paparazzo             | 435 400,19 €  | 98 889       |
| 2  | 22 de julho de 2010    | Contraluz                        | 378 809,36 €  | 83 724       |
| 3  | 3 de dezembro de 2009  | Uma Aventura na Casa Assombrada* | 84 280,05 €   | 20 941       |
| 4  | 29 de setembro de 2010 | Filme do Desassossego            | 65 751,80 €   | 16 357       |
| 5  | 18 de novembro de 2010 | José e Pilar                     | 67 769,78 €   | 15 012       |
| 6  | 21 de outubro de 2010  | Mistérios de Lisboa              | 60 340,09 €   | 12 863       |
| 7  | 3 de junho de 2010     | Um Funeral à Chuva               | 42 686,31 €   | 9 216        |
| 8  | 23 de setembro de 2010 | Assalto ao Santa Maria           | 20 098,54 €   | 4 632        |
| 9  | 30 de setembro de 2010 | Embargo                          | 20 721,70 €   | 4 597        |
| 10 | 29 de abril de 2010    | Fantasia Lusitana                | 19 978,30 €   | 4 127        |

Notas:
A cor de fundo       indica que o filme foi coproduzido com outros países.
* Só inclui os dados relativos ao ano 2010.

## Exibição por distrito / região autónoma
| Distrito         | Ecrãs | Lugares | Sessões | Receita bruta   | Espectadores |
| ---------------- | ----- | ------- | ------- | --------------- | ------------ |
| Aveiro           | 30    | 6 514   | 26 599  | 2 586 127,31 €  | 508 049      |
| Beja             | 8     | 2 306   | 454     | 41 587,35 €     | 17 066       |
| Braga            | 36    | 7 365   | 36 982  | 4 075 065,22 €  | 872 501      |
| Bragança         | 6     | 1 320   | 2 256   | 150 680,50 €    | 35 519       |
| Castelo Branco   | 12    | 2 325   | 9 780   | 896 603,40 €    | 176 108      |
| Coimbra          | 25    | 4 758   | 29 275  | 3 121 480,34 €  | 599 762      |
| Évora            | 10    | 2 253   | 795     | 49 682,34 €     | 18 637       |
| Faro             | 36    | 5 610   | 49 512  | 5 187 641,26 €  | 1 023 904    |
| Guarda           | 8     | 1 588   | 4 459   | 290 596,30 €    | 66 733       |
| Leiria           | 27    | 5 254   | 21 942  | 2 385 955,68 €  | 442 625      |
| Lisboa           | 155   | 27 884  | 236 229 | 32 192 634,54 € | 6 313 364    |
| Portalegre       | 3     | 823     | 109     | 12 868,40 €     | 5 713        |
| Porto            | 91    | 17 331  | 124 376 | 16 092 731,62 € | 3 485 369    |
| Santarém         | 18    | 4 071   | 12 364  | 1 289 371,80 €  | 252 932      |
| Setúbal          | 48    | 10 769  | 61 122  | 8 417 847,49 €  | 1 663 636    |
| Viana do Castelo | 8     | 1 661   | 5 733   | 839 706,70 €    | 162 318      |
| Vila Real        | 8     | 1 102   | 8 755   | 893 708,05 €    | 169 429      |
| Viseu            | 16    | 2 577   | 14 371  | 1 244 004,03 €  | 238 415      |
| Açores           | 6     | 1 162   | 5 317   | 734 607,90 €    | 140 177      |
| Madeira          | 13    | 2 676   | 19 885  | 1 740 256,39 €  | 367 474      |
| Total nacional   | 564   | 109 349 | 670 315 | 82 243 156,62 € | 16 559 731   |